# Torneo internacional de fútbol sub-20 de la Alcudia de 2022
El Torneo Internacional de Fútbol Sub-20 de la Alcudia de 2022, también conocido como COTIF 2022, fue la trigésima octava edición de dicha competición de fútbol juvenil. Esta edición del evento tomó lugar en el municipio valenciano de La Alcudia entre el 28 de julio y 7 de agosto de 2022.
El torneo fue ganado por Argentina quien se coronó campeón tras vencer a Uruguay por 4–0 en la final.

## Equipos participantes
| Equipos participantes | Equipos participantes | Equipos participantes | Equipos participantes |
| --------------------- | --------------------- | --------------------- | --------------------- |
| Alboraya UD           | Argentina             | FC Rukh Lviv          | Levante UD            |
| UD Alzira             | Uruguay               | Valencia CF           | Villarreal CF         |

## Fase de grupos
Los 8 equipos participantes en la primera fase se dividieron en dos grupos de cuatro equipos cada uno. Luego de una liguilla simple, a una sola rueda de partidos, pasaron a semifinales los equipos que ocuparon la primera y segunda plaza de cada grupo.

#### Grupo A
| Equipo       | Pts | PJ | PG | PE | PP | GF | GC | Dif. |
| ------------ | --- | -- | -- | -- | -- | -- | -- | ---- |
| Argentina    | 7   | 3  | 2  | 1  | 0  | 3  | 0  | +3   |
| Valencia CF  | 6   | 3  | 2  | 0  | 1  | 4  | 3  | +1   |
| FC Rukh Lviv | 4   | 3  | 1  | 1  | 1  | 2  | 1  | +1   |
| UD Alzira    | 0   | 3  | 0  | 0  | 3  | 1  | 6  | -5   |

|  | Clasificado para la fase final. |

| 29 de julio de 2022 | Valencia CF                    | 3:1 (1:0) | UD Alzira | Estadio Municipal Els Arcs, La Alcudia |                                     |
|                     | Rodriguez 41' 55' · Girona 53' |           | Mollà 76' | Árbitro(s): Carlos del Cerro Grande    | Árbitro(s): Carlos del Cerro Grande |

| 30 de julio de 2022 | Rukh Lviv | 0:0 (0:0) | Argentina | Estadio Municipal Els Arcs, La Alcudia |  |

| 1 de agosto de 2022 | Argentina              | 2:0 (2:0) | Valencia CF | Estadio Municipal Els Arcs, La Alcudia |  |
|                     | Gauto 7' · Aguirre 13' |           |             |                                        |  |

| 2 de agosto de 2022 | UD Alzira | 0:2 (0:0) | Rukh Lviv                     | Estadio Municipal Els Arcs, La Alcudia |  |
|                     |           |           | Rula 47' (pen.) · Tesliuk 76' |                                        |  |

| 4 de agosto de 2022 | Valencia CF | 1:0 (1:0) | Rukh Lviv | Estadio Municipal Els Arcs, La Alcudia |  |
|                     | Ribes 32'   |           |           |                                        |  |

| 4 de agosto de 2022 | Argentina | 1:0 (0:0) | UD Alzira | Estadio Municipal Els Arcs, La Alcudia |  |
|                     | Marco 65' |           |           |                                        |  |

#### Grupo B
| Equipo       | Pts | PJ | PG | PE | PP | GF | GC | Dif. |
| ------------ | --- | -- | -- | -- | -- | -- | -- | ---- |
| Uruguay      | 7   | 3  | 2  | 1  | 0  | 6  | 1  | +5   |
| Levante UD   | 6   | 3  | 2  | 0  | 1  | 6  | 3  | +3   |
| Villareal CF | 4   | 3  | 1  | 1  | 1  | 1  | 2  | -1   |
| Alboraya UD  | 0   | 3  | 0  | 0  | 3  | 2  | 9  | -7   |

|  | Clasificado para la fase final. |

| 28 de julio de 2022 | Uruguay | 0:0 (0:0) | Villareal CF | Estadio Municipal Els Arcs, La Alcudia |  |
|                     |         |           |              | Árbitro(s): Carlos del Cerro Grande    |  |

| 29 de julio de 2022 | Levante UD                                         | 4:1 (3:0) | Alboraya UD | Estadio Municipal Els Arcs, La Alcudia |  |
|                     | K. Ruiz 21' · Esteban 26' · Dalmau 40' · Pérez 81' |           | H. Ruiz 71' |                                        |  |

| 31 de julio de 2022 | Alboraya UD | 1:4 (1:3) | Uruguay                                       | Estadio Municipal Els Arcs, La Alcudia |  |
|                     | H. Vera 10' |           | Rodríguez 19' 35' · Fajardo 36' · Ferrari 79' |                                        |  |

| 31 de julio de 2022 | Levante UD            | 2:0 (1:0) | Villareal CF | Estadio Municipal Els Arcs, La Alcudia |  |
|                     | Espí 30' · Dalmau 67' |           |              |                                        |  |

| 3 de agosto de 2022 | Villareal CF | 1:0 (1:0) | Alboraya UD | Estadio Municipal Els Arcs, La Alcudia |  |
|                     | Moreno 10'   |           |             |                                        |  |

| 3 de agosto de 2022 | Uruguay                     | 2:0 (2:0) | Levante UD | Estadio Municipal Els Arcs, La Alcudia |  |
|                     | Sánchez 8' · Los Santos 11' |           |            |                                        |  |

## Fase final

### Cuadro de desarrollo
|  | Semifinales         | Semifinales |   |  | Final               | Final |  |
|  |                     |             |   |  |                     |       |  |
|  | 5 de agosto de 2022 |             |   |  |                     |       |  |
|  | Uruguay             | 1           |   |  |                     |       |  |
|  | Valencia            | 0           |   |  |                     |       |  |
|  |                     |             |   |  |                     |       |  |
|  |                     |             |   |  | 7 de agosto de 2022 |       |  |
|  |                     |             |   |  | Uruguay             | 0     |  |
|  |                     | Argentina   | 4 |  |                     |       |  |
|  |                     |             |   |  |                     |       |  |
|  |                     |             |   |  |                     |       |  |
|  |                     |             |   |  |                     |       |  |
|  | 5 de agosto de 2022 |             |   |  |                     |       |  |
|  | Argentina           | 2           |   |  |                     |       |  |
|  | Levante             | 0           |   |  |                     |       |  |

### Semifinales
| 5 de agosto de 2022 | Uruguay  | 1:0 (1:0) | Valencia CF | Estadio Municipal Els Arcs, La Alcudia |  |
|                     | Sosa 45' |           |             |                                        |  |

| 5 de agosto de 2022 | Argentina             | 2:0 (0:0) | Levante UD | Estadio Municipal Els Arcs, La Alcudia |  |
|                     | Puch 55' · Ovando 71' |           |            |                                        |  |

### Final
| 7 de agosto de 2022 | Uruguay | 0:4 (0:1) | Argentina                                            | Estadio Municipal Els Arcs, La Alcudia |  |
|                     |         |           | Giay 8' · Puch 55' · Aguirre 74' · Ovando 79' (pen.) |                                        |  |

| Bandera de Argentina |
| Campeón Argentina    |
| 3° título            |